# Landen, Ohio
Landen är en ort i Warren County, Ohio, USA.